# 2018年平昌オリンピックのタイ選手団
2018年平昌オリンピックのタイ選手団（2018ねんピョンチャンオリンピックのタイせんしゅだん）は、2018年2月9日から25日まで大韓民国江原道平昌で開催された2018年平昌オリンピックのタイ選手団の名簿、及びその競技結果。

## 選手団
- 人員: 選手 4人
- 開会式旗手: マーク・チャンルン

## 種目別選手・スタッフ名簿及び成績

### アルペンスキー
- ニコラ・ザノン
  - （男子大回転）途中棄権
  - （男子回転）棄権
- アレクシア・アリサラー・シェンケル
  - （女子大回転）途中棄権
  - （女子回転）途中棄権

### クロスカントリースキー
マーク・チャンルンとカレン・チャンルンは、イタリアのヴァッレ・ダオスタ州で育ったイタリア人とタイ人のハーフの兄弟である。
- マーク・チャンルン
  - （男子15kmフリー）38:40.8、79位
  - （男子50kmクラシカル）周回遅れ
  - （男子スプリント）3:26.12 予選敗退
- カレン・チャンルン（女子10kmフリー）32:30.2、82位